# Kobyla Góra (Góry Krucze)
Kobyla Góra (niem. Fleischerberg, czes. Dlouhá straň, 758 m n.p.m.) – wzniesienie w południowej części Gór Kruczych (Góry Kamienne w Sudetach Środkowych), w woj. dolnośląskim, w powiecie kamiennogórskim, w gminie Lubawka.

## Położenie
Kobyla Góra położona jest na południowym krańcu Gór Kruczych, w grzbiecie granicznym, pomiędzy Mrowińcem na północy {NNW} a Bogorią na południowym wschodzie. Grzbiet łączący te dwa ostatnie szczyty nosi nazwę Długiego Grzbietu. Od Kobylej Góry odchodzi ku wschodowi krótkie ramię z Pliszczyną. Od południowego i północnego wschodu podchodzą pod Kobylą Górę głęboko wcięte doliny: Krótki Dół i Długi Dół, którymi płyną dopływy Szkła. Zbocza południowo-zachodnie są bardzo strome. Poniżej leży miejscowość Bečkov.
Przez szczyt biegnie granica polsko-czeska. Wschodnie zbocza leżą w Polsce, zachodnie w Czechach.

## Budowa
Masyw zbudowany z permskich porfirów (trachitów), należących do utworów zachodniego skrzydła niecki śródsudeckiej.

## Roślinność
Wzniesienie pokryte borem świerkowym.  

## Turystyka
Przez szczyt wzdłuż granicy z Czechami prowadzi szlak turystyczny:
- zielony – fragment Szlaku Granicznego z Mieroszowskich Ścian na przełęcz Okraj.